# Марі-Ежен Дебені
Марі-Ежен Дебені (фр. Marie-Eugène Debeney; 5 травня 1864, Бург-ан-Бресс — 6 листопада 1943, Бург-ан-Бресс) — французький воєначальник часів Першої світової війни, армійський генерал, командувач 7-ї та 1-ї армій, начальник Генерального штабу Франції (1924—1930). На початку Великої війни командував дивізією, армійськими корпусами, бився на Соммі. З другої половини 1917 року — начальник штабу французького головнокомандувача маршала Петена. В останні кампанії війни очолював армії.

## Біографія
Марі-Ежен Дебені народився в Бург-ан-Бресс, Ен. Здобув військову освіту у військовій школі Сен-Сір, 1886 році став лейтенантом шассерів. Проходив службу на різних посадах у французькій армії. Пізніше був професором піхотної тактики в у Військовій школі в Парижі.
З початком Першої світової війни генерал Марі-Ежен Дебені — начальник штабу 1-ї армії армійського генерала Огюста Дюбай. До її складу входили 7-й, 8-й, 13-й, 14-й та 21-й армійські корпуси, а також дві дивізії кінноти та резервна піхотна дивізія. Штаб-квартира армії розміщувалась у місті Епіналь, її частини займали оборонні рубежі від Бельфора до Мірекур-Люневіль. З серпня 1914 року 1-ша армія, разом з 2-ю армією, брала участь у вторгненні в Лотарингії, й наступала на добре захищений німецький оборонний комплекс у Саррбурі. Пізніше армія билася у Прикордонній битві, біля Мюльгаузена, біля Фліре, обороняла східну частину німецько-французького фронту.
З травня 1915 року Дебені командував 57-ю резервною піхотною та 25-ю піхотною дивізіями. У квітні 1916 року очолив 38-й армійський корпус, а восени призначений командувати 32-м армійським корпусом. Бився на Соммі. Надалі став командувачем спочатку 7-ї армії, а з 21 грудня 1917 року — 1-ї французької армії, що зіграла важливу роль у відбитті німецького стратегічного наступу весною 1918 року та проведенні контрнаступальної операції союзних армій осінню того ж року.
У післявоєнний час залишався у лавах армії. З 1924 до 1930 року — начальник Генерального штабу французької армії.